# Nevromus
Nevromus là một chi trong bộ côn trùng Megaloptera và họ Corydalidae. Chúng được tìm thấy ở châu Á.

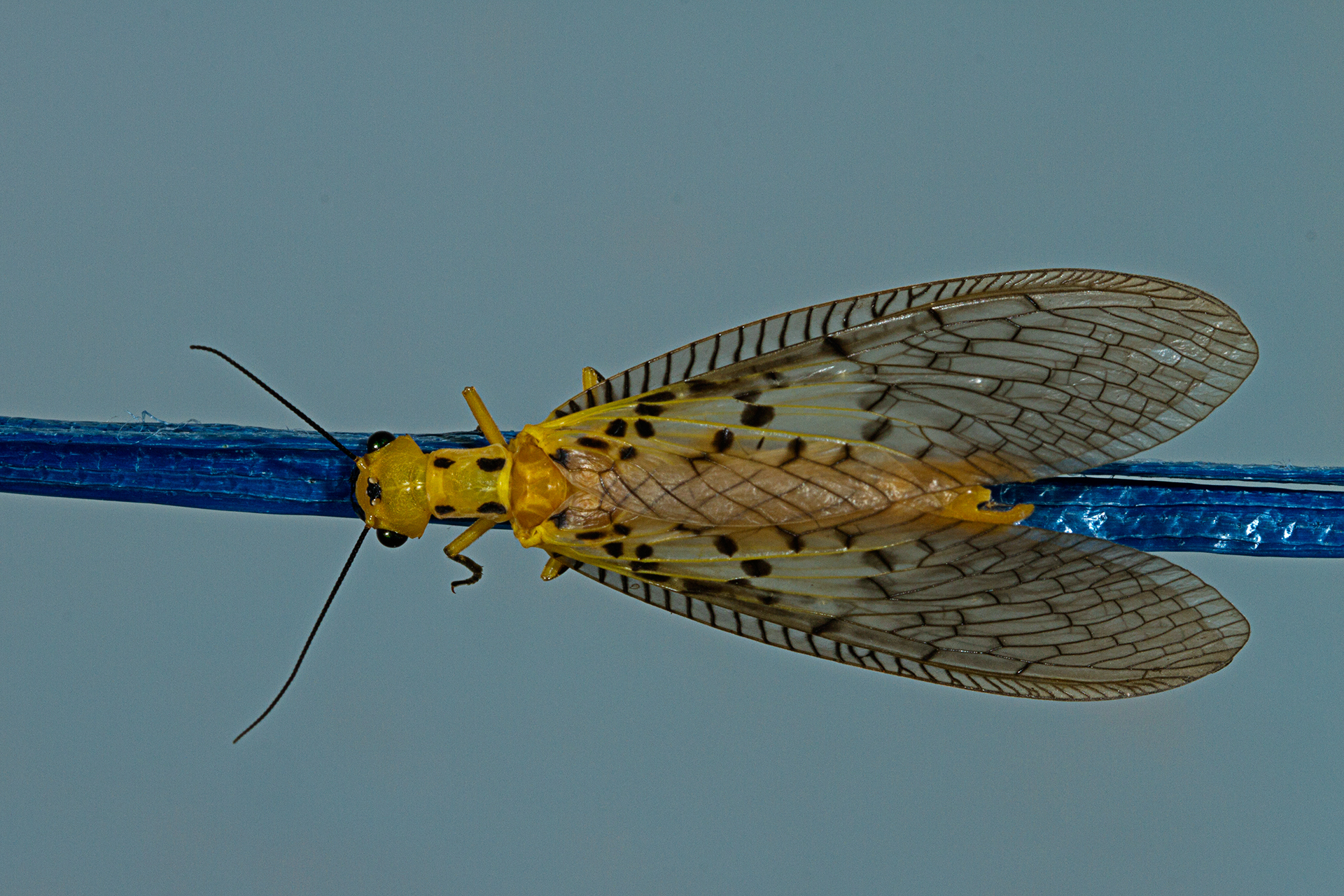
N. austroindicus